# Argiope ocula
Argiope ocula  (лат.) — вид аранеоморфных пауков из семейства пауков-кругопрядов. 
Внешний вид нехарактерен для представителей рода. Однако сохраняются основные таксономические признаки: расположение глаз, суженная главная часть головогруди, серебристые волоски на головогруди. Ноги красные, два последних членика чёрные, покрытые волосками, членик перед ними белый. Брюшко вытянутое, цилиндрическое, без жёлтых и чёрных полос, красное.
Самцы отламывают последний членик педипальпы при оплодотворении. Были находки самцов, которые выживали без обеих члеников педипальп.
Вид распространён в Японии, на Тайване, материковом Китае.